# ゲイリー芦屋
ゲイリー芦屋（ゲイリーあしや）は、日本の音楽家。トイロミュージック所属。東京都出身。芸名はアメリカ合衆国の作曲家「ゲイリー・アッシャー」に由来する。

## 経歴
幼少の頃からクラシックピアノのレッスンを受けて育つ。中学生時代はYMO、高校生時代はバート・バカラックなどに影響を受け、大学時代はビッグバンドジャズオーケストラに参加して活動すると共にジャズとクラシック双方の理論を学び、打ち込みによる作曲・編曲を始める。1990年より職業作曲家として独立。映画の劇伴やテレビ番組、CM、コンピュータゲームなど、多岐にわたるテーマ音楽の作曲家・編曲家として活動する一方で、岸野雄一との音楽ユニット「ヒゲの未亡人」にて海外ツアーを行う。イギリスの音楽家Max Tundraと共演など近年は海外の音楽家との交流も盛んである。2015年、担当した映画音楽をコンパイルしたソロアルバム「ウラムの螺旋」リリース。

## 主な音楽担当作

### 映画
1997年
- 暗殺の街（中田秀夫監督）

1998年
- 冷血の罠（瀬々敬久監督）
- CURE（黒沢清監督）

1999年
- ニンゲン合格（黒沢清監督）

2000年
- カリスマ（黒沢清監督）
- 発狂する唇（佐々木浩久監督）
- トラッパー黄金的六人（金山功一郎監督）

2001年
- ギプス（塩田明彦監督）
- 富江 re-birth（清水崇監督）
- 血を吸う宇宙（佐々木浩久監督）

2002年
- ラストシーン（中田秀夫監督）

2003年
- 3on3（佐々木浩久監督）

2004年
- 手を握る泥棒の物語（犬童一心監督）

2005年
- いぬのえいが（犬童一心監督）

2006年
- LOFT ロフト（黒沢清監督）
- コワイ女（雨宮慶太・鈴木卓爾・豊島圭介監督によるオムニバス）

2007年
- グミ・チョコレート・パイン （ケラリーノ・サンドロヴィッチ監督）

2008年
- Sweet Rain 死神の精度（筧昌也監督）

2010年
- ロス:タイム:ライフ-親子篇-（筧昌也監督）

2011年
- サラリーマンNEO 劇場版（笑）（吉田照幸監督）

2012年
- Beyond the ONEDAY / ドキュメンタリー（大道省一監督）

2014年
- ニシノユキヒコの恋と冒険（井口奈己監督）

2015年
- 女の子よ死体と踊れ（朝倉加葉子監督）
- この世で俺／僕だけ（月川翔監督）

2016年
- ドクムシ（朝倉加葉子監督）

2017年
- 望郷（菊地健雄監督）

2019年
- 愛がなんだ（今泉力哉監督）

2020年
- mellow（今泉力哉監督）

2021年
- 彼女が好きなものは（草野翔吾監督）

2021年
- かそけきサンカヨウ（今泉力哉監督）

2022年
- 恋のいばら（城定秀夫監督）

2025年
- 怪獣ヤロウ!（八木順一朗監督）
- 近畿地方のある場所について（白石晃士監督）

### テレビ
1998年
- 学校の怪談G（関西テレビ系）

1999年
- 秋の恐怖スペシャル『降霊 KOUREI』（フジテレビ系列）
- すくすくネットワーク（1999年 - 2000年、Eテレ）

2000年
- 浪花少年探偵団（Eテレ ドラマ愛の詩）
- えいごリアン（2000年 - 2001年、Eテレ）

2001年
- 料理少年Kタロー（Eテレ ドラマ愛の詩）

2002年
- スーパーえいごりアン（2002年 - 2009年、Eテレ）

2005年
- ルームシェアの女（NHK総合）

2006年
- 生物彗星WoO（NHKデジタル衛星ハイビジョン）
- ピンポン!（2006年 - 2009年、TBS系）

2008年
- ハイビジョン特集 フロンティア 異界百物語（NHK BS-hi）

2009年
- NHKフェリーチェスプロジェクト（NHK総合）

2011年
- テレビマンNEO（NHK総合）　サラリーマンNEO年末スペシャル番組　挿入歌

2012年
- 宮部みゆき“極上”ミステリー/ オープニング(TBS系）
- バリバラ（Eテレ）
  - バリバラ特集ドラマ「悪夢」（Eテレ）

2013年
- この世で俺/僕だけ（BSジャパン）
- おはなしのくに（Eテレ）

2014年
- ダークシステム 恋の王座決定戦（TBS系）
- セーラーゾンビ（テレビ東京系）
- 奇跡の教室（日本テレビ）
- 平成舞祭組男（日本テレビ）
- 戦艦大和のカレイライス（NHK-BSプレミアム）

2016年
- 天才バカボン〜家族の絆（日本テレビ）

2017年
- 天才バカボン2（日本テレビ）

2018年
- 天才バカボン3〜愛と青春のバカ田大学（日本テレビ）

2019年
- ボイス 110緊急指令室（日本テレビ）

2021年
- ボイスⅡ 110緊急指令室（日本テレビ）

2023年
- 大病院占拠（日本テレビ）
- なれの果ての僕ら（テレビ東京系）

2024年
- 新空港占拠（日本テレビ）
- 95（テレビ東京系）
- 潜入兄妹 特殊詐欺特命捜査官（日本テレビ）

2025年
- 放送局占拠（日本テレビ）

### オリジナルビデオ
- スキャンダラス SEIKO（1996年、佐々木浩久監督）
- GO CRAZY 銃弾を駆け抜けろ!（1996年、佐々木浩久監督）
- KILL（1997年、佐々木浩久監督）
- 呪怨1・2（2000年、清水崇監督）
- 篭女 KAGOME（2000年、佐々木浩久監督）

### ネット配信
- CROW'S BLOOD（2016年、Hulu）

### 演劇
- 鎌塚氏、すくい上げる（倉持裕 作・演出）
- ライクドロシー（倉持裕作・演出）

### CD
- ソロ映画音楽集「ウラムの螺旋」
- モダンチョキチョキズ「渚のエンジェル」
- 水木一郎「熱くるしいぜ」
- ヒゲの未亡人『ヒゲの未亡人の休日』
- 渚ようこ「愛の逃亡者 / 黄昏みなと町」（作詞 中原昌也）
- ヤング101&シンガーズ・スリー 「Beep Beep Beep!」編曲（樋口康雄 『MUSIC FOR ATOM AGE♪』収録）
- 清水ミチコ『歌のアルバム』「波の数だけさよならを」編曲

### CM
- ビオレu
- バイク王
- 食糧庁「備蓄米」
- 宝ホールディングス「大自然」（唄：細川たかし）
- ライオン「カビ取りジェル」
- トイザらス「ムシキング篇」「アリゾナ篇」
- 丸美屋食品工業「麻婆茄子」

### ゲーム
- 糸井重里のバス釣りNo.1（2000年、NINTENDO 64用ソフト）
- ドラッグオンドラグーンOPムービー（2003年、PS2用ソフト）
- SIREN（2003年、PS2用ソフト）
- 五龍陣＋エレクトロ
- ヨシモトムチッ子大決戦 / 南の島のゴロンゴ島